# Пицца-торт
Пицца-торт — канадская многослойная пицца, выпекаемая в кастрюле или форме для кекса. Изобретение компании Boston Pizza, рецепты были размещены в Интернете в апреле 2014 года, и стали вирусными, когда компания Pillsbury опубликовала пример в сентябре 2014 года. Отзывы были неоднозначными: похвалы был удостоен вкус блюда, а критики — его сложность в приготовлении и вред для здоровья.

## История
В апреле 2014 года канадская сеть Boston Pizza включила пиццу-торт в свою рекламную кампанию Pizza Game Changers, в которой были представлены многочисленные «диковинные» продукты, связанные с пиццей. Рецепт быстро стал самым популярным в рамках акции, получив к 21 апреля 15 000 голосов — что более чем в пять раз больше, чем у его ближайшего конкурента, мятной пиццы. Рецепт удерживал эту позицию до закрытия акции. Компания рекламировала блюдо как «отлично подходящее для дней рождения, свадеб и даже одиноких ночей за просмотром рекламных роликов».
На волне популярности рекламной акции от Boston Pizza, позже в апреле в блоге So Good Blog был опубликован рецепт пиццы; один из пользователей Reddit, попробовавший рецепт, назвал его «божественным», хотя и с сильным «пищевым похмельем». В сентябре 2014 года компания Pillsbury опубликовала рецепт пиццы-торта от Шона Сифуса. Вскоре он широко распространился в Интернете, став вирусным; и компании иногда ошибочно приписывают авторство рецепта.

## Подготовка
Рецепт So Good Blog требует обычного теста для пиццы, раскатанного в пласт толщиной 5 мм. Из пласта нарезаются шесть кругов по 16 см в диаметре. Эти круги готовятся в предварительно разогретой духовке в течение 15 минут, затем им дают остыть. Тем временем в кастрюлю насыпается разрыхлитель, стенки затем выстилаются слоем теста толщиной также 5 мм. Кругам дают остыть, ещё один круг помещается на дно, а затем покрывается ингредиентами для пиццы (включая соус, пепперони и сыр); этот шаг повторяется до тех пор, пока кастрюля не будет заполнена. После этого лишнее тесто обрезают, его края подворачивают, и получившийся корж выпекают в течение 45 минут.
Рецепт Pillsbury, который стал вирусным в сентябре 2014 года, был схожим, но требовал меньше времени на приготовление. В рецепте рекомендовалась сковорода с высокими стенками (квадратная или круглая), требовалось три слоя теста и общее время приготовления 28-33 минуты (8 для кругов и 20-25 для готовой пиццы).
Daily Mirror сообщила, что шестислойный пицца-торт «Бостон Пицца» содержит в общей сложности 5000 калорий.

## Критика
Питер Сагал из NPR обнаружил, что рецепт оказался сложнее, чем выглядел сначала, написав: «Это не совсем (насколько вы любите пиццу) × (количество слоев)», и что пицца лишилась хрустящей корочки. Он пришел к выводу, что готовить по рецепту было весело, а съеденное «неприличное количество сыра» заставляет забыть о проблемах с корочкой. Розанна Сальваторе, пишущая для онлайн-журнала Bustle, сочла, что торт стоит рекомендовать, несмотря на объём работы и требуемые расходы; она заключила: «Я создала чудесную [пиццу-торт] голыми руками».
Эйприл Блейк, писавшая в Cleveland Free Times, отнеслась к рецепту более негативно. Она сочла пиццу-торт сложной в приготовлении, разочаровывающей отсутствием хрустящей корочки и более вредной для здоровья, чем обычная пицца.